# Élise Bussaglia
Élise Bussaglia (Sedan, 24 de setembro de 1985) é uma futebolista profissional francesa que atua como meia.

## Carreira
Élise Bussaglia fez parte do elenco da Seleção Francesa de Futebol Feminino, nas Olimpíadas de 2012 e 2016. 